# باشگاه فوتبال آبیدر سنندج
باشگاه فوتبال آبیدر سنندج یک باشگاه‌ فوتبال حرفه ای در ایرانیدر شهر  سنندج است که در سال ۱۳۹۱ بنیان‌گذاری شده‌است. این باشگاه هم‌اکنون در لیگ دسته سه فوتبال ایران بازی می‌کند.